# Samuel Archibald
Pour les articles homonymes, voir Archibald.
Samuel Archibald est un écrivain et scénariste québécois né en 1978 à Arvida, dans la région du Saguenay–Lac-Saint-Jean.

## Biographie
Samuel Archibald habite à Montréal. Pour lui, les écrits fantastiques servent de porte d'entrée au monde de la littérature. Des auteurs comme Stephen King, HP Lovecraft et Guy de Maupassant exercent une grande influence à l'aube de son adolescence. 
En 2008, il soutient une thèse qui interroge l'évolution des formes textuelles et des pratiques de lecture au sein de la culture numérique à l'Université du Québec à Montréal (UQAM), après quoi il poursuit des recherches postdoctorales en France. 
Entre 2009 et l'automne 2021, il est professeur de cinéma et de littérature populaire à l'UQAM,.
Sa première œuvre de fiction, un recueil intitulé Arvida. Histoires, paraît en 2011 aux éditions Le Quartanier, et est récipiendaire du Prix des libraires du Québec 2012, ainsi que du Prix coup de cœur Renaud-Bray la même année,. Dans sa traduction anglaise par Donald Winkler, parue chez Biblioasis, Arvida est finaliste au Prix Giller catégorie traduction d'une œuvre du français à l'anglais.
Il obtient le Prix jeunesse des libraires du Québec 2017 pour Tommy l'enfant-loup : les aventures de Bill Bilodeau, l'ami des animaux, illustré par Julie Rocheleau.
Sa pièce Saint-André-de-L'Épouvante, une coproduction du Théâtre PÀP, des productions À tour de rôle et du théâtre La Rubrique, a notamment été jouée au théâtre Espace Go, à Montréal, du 18 février au 12 mars 2016, dans une mise en scène de Patrice Dubois.
Il est également cofondateur du magazine web Pop-en-stock et organisateur du premier colloque international sur les zombies, qui a eu lieu à l'Université du Québec à Montréal en 2012,,.
Il quitte son poste de professeur à l'automne 2021 à la suite des conclusions du rapport d'une enquête indépendante commandé par son employeur, l'UQAM. Le rapport le blâme pour différents abus de pouvoir à l'encontre de certaines de ses étudiantes, incluant du «harcèlement sexuel» et des «violences à caractère sexuel».

## Œuvres

### Théâtre
- Saint-André-de-l'Épouvante, Montréal, Le Quartanier, « série QR », 2016, 104 p.  (ISBN 978-2-896982-64-6)

### Littérature d'enfance et de jeunesse
- Tommy l'enfant-loup (illustré par Julie Rocheleau), Montréal, Le Quartanier, coll. « Porc-épic », 2015, 80 p.  (ISBN 978-2-896982-26-4)

### Nouvelles
- Arvida. Histoires, Montréal, Le Quartanier, coll. « Polygraphe », no 04, 2011, 324 p.  (ISBN 978-2-896980-00-0) Réédition : Paris, Phébus, 2013.
- Quinze pour cent, Montréal, Le Quartanier, coll. « Nova », no 01, 2013, 67 p.  (ISBN 978-2-896981-40-3)

### Essais
- Le Texte et la Technique : la lecture à l'heure des médias numériques, Montréal, Le Quartanier, coll. « Erres Essais », 2009, 312 p.  (ISBN 978-2-923400-55-6)
- Real Niggaz Don't Die ! Grand Theft Auto : San Andreas entre récit et jeu, Dijon, Le murmure, 2012.  (ISBN 978-2-915099-64-5)
- Le Sel de la terre. Confessions d’un enfant de la classe moyenne, Montréal, Atelier 10, coll. « Documents », no 03, 2013, 87 p.  (ISBN 978-2-924275-06-1)

### Scénarios
- Terreur 404, websérie, saison 1, 2017, scénario de Samuel Archibald et William S. Messier, réalisation de Sébastien Diaz
- Terreur 404, websérie, saison 2, 2018, scénario de Samuel Archibald et William S. Messier, réalisation de Sébastien Diaz
- Cavale, balado, 2018, scénario de Samuel Archibald et William S. Messier

## Prix et honneurs
- 2012 - Prix des libraires du Québec, pour Arvida. Histoires[7]
- 2012 - Finaliste Prix littéraire des collégiens pour Arvida[16]
- 2012 - Prix coup de cœur Renaud-Bray, pour Arvida. Histoires[8]
- 2014 - Finaliste du Prix Giller pour la traduction anglaise d'Arvida [17]
- 2017 - Grand prix du jury et prix de la Meilleure série action/thriller/suspense du Webfest de Berlin, pour la websérie Terreur 404[18]
- 2017 - Prix jeunesse des libraires du Québec, pour Tommy l'enfant-loup : les aventures de Bill Bilodeau, l'ami des animaux, illustré par Julie Rocheleau[10]
- 2018 - Prix de la meilleure websérie canadienne, Festival T.O WEBFEST de Toronto, pour la websérie Terreur 404[19]
- 2018 - Prix du Best Horror au Seoul Webfest, pour la websérie Terreur 404[20]
- 2018 - Prix de la meilleure websérie du Realist Webfest en Russie, pour la websérie Terreur 404[18]
- 2018 - Deux Prix Gémeaux (« texte pour une émission ou série originale produite pour les médias numériques : fiction »; « meilleure émission ou série originale produite pour les médias numériques : fiction »), pour la websérie Terreur 404[21]
- 2018 - Best Drama Series et Best Screenplay au London’s International Short Series Festival, pour la websérie Terreur 404[22]
- 2018 - Best Short Competition, Award of Excellence Special Mention, pour la websérie Terreur 404[23]
- 2019 - Finaliste, Production linéaire – fiction, aux 10es prix Numix, pour la websérie Terreur 404[24]
- 2019 - Finaliste, Production linéaire – balado – créations documentaires, fiction ou expérimentales, aux 10es prix Numix, pour la balado Cavale[24]
- 2019 - Finaliste, Prix Gémeaux, Meilleure émission ou série originale produite pour les médias numériques : dramatique, pour la deuxième saison de la websérie Terreur 404[25]
- 2019 - Finaliste, Prix Gémeaux, Meilleur texte pour une émission ou série produite pour les médias numériques : dramatique, pour la deuxième saison de la websérie Terreur 404[25]
- 2019 - Finaliste, Webfest Berlin, Returning Series, pour la deuxième saison de la websérie Terreur 404[26]
- 2019 - Meilleure série d'horreur, Toronto WebFest, pour la deuxième saison de la websérie Terreur 404[27]
- 2019 - Meilleure série Web, Toronto WebFest, pour la deuxième saison de la websérie Terreur 404[27]
- 2019 - Finaliste, meilleure musique, Toronto WebFest, pour la deuxième saison de la websérie Terreur 404[27]
- 2019 - Best Mystery / Thriller, NYC WebFest, pour la deuxième saison de la websérie Terreur 404[23]